# Den allvarsamma leken
För andra betydelser, se Den allvarsamma leken (olika betydelser).

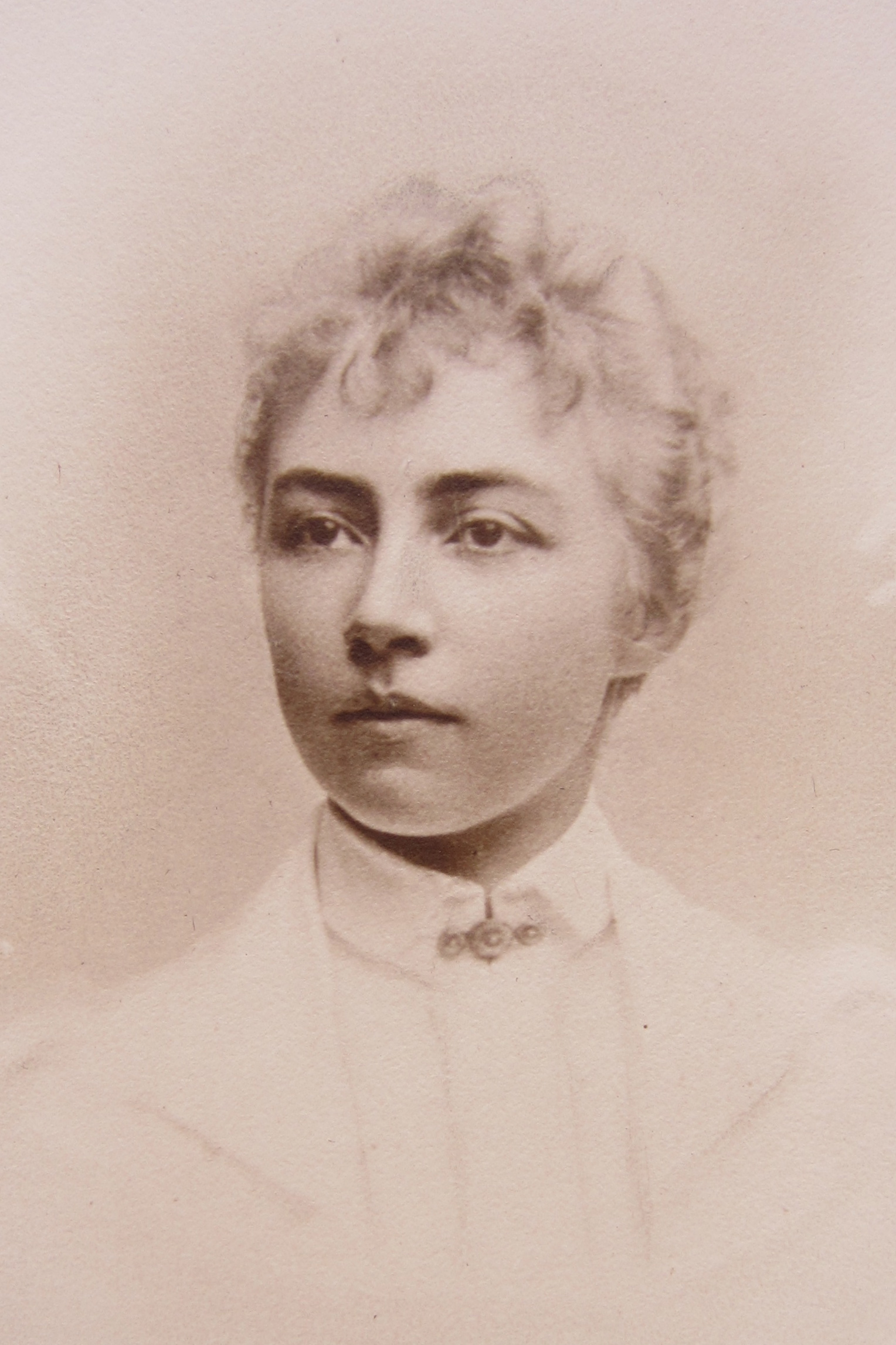
Maria von Platen var förebild till huvudpersonen Lydia Stille. Foto från Göteborgs universitetsbibliotek.

Den allvarsamma leken är en roman från 1912 av Hjalmar Söderberg.

## Handling
Romanen spänner över en del av en mans liv vid sekelskiftet 1900 och några år däromkring. Arvid Stjärnblom, en filosofie kandidat, delar kärlek med en ung kvinna vid namn Lydia, men som brukligt är vid sekelskiftet är inte kärlek tillräckligt för att sagan ska bli sann. Arvid anser sig inte ha råd att gifta sig och säger att han inte vill att Lydia väntar på honom, men när Lydia gifter sig med en äldre och rikare man tar Arvid detta hårt och inleder en bekvämlighetsaffär som övergår i äktenskap.
Tio år senare kommer Lydia in i Arvids liv igen genom en slump. Då har Arvid mest av en tillfällighet hamnat som journalist på Nationalbladet och har två barn och ett i eget tycke lyckligt äktenskap, men har trots det funderat på att vara otrogen. Lydia stämmer möte med honom på ett hotell och paret inleder en kärleksaffär. Arvid föreställer sig en framtid med Lydia men är samtidigt oförmögen att lämna sin fru. Lydia har lämnat sin man och barn, men har förbindelser med andra män förutom Arvid. Lydia och Arvid sviker och sårar varandra men återförenas. Vid bokens slut tycks dock en mer allvarlig brytning ha ägt rum, och Arvid reser iväg från både frun och Lydia.
Parallellt med kärlekshistorien skildras tidens viktiga händelser som Dreyfusaffären, unionsfrågan och Oscar II:s död.
Romanen skildrar kärlekens olika sidor, från skir romantik och den fysiska lustans glädje till krass realitet, från nostalgiskt  skimmer till besk eftersmak.
Ett uttryck av en kollega till Arvid är något av en ledstjärna genom boken, "Man väljer inte". Kärlek, äktenskap och barn kommer till Arvid genom tillfälligheter, och han verkar förlora dem på samma tillfälliga sätt, utan att ta aktiv ställning.

## Om romanen
Tidningen Nationalbladet som Arvid arbetar vid är en lätt maskerad skildring av Svenska Dagbladet. Här förekommer också kända skribenter från Svenska Dagbladet: Olof Levini är egentligen Oscar Levertin, diktaren P.A. Gurkblad är Verner von Heidenstam och Torsten Hedman ska föreställa Tor Hedberg Andra lätt kamouflerade personer är doktor Doncker som redaktör Helmer Key, docenten Löök är Fredrik Böök och finansiären Henry Steel är Ernest Thiel.
I verkligheten var Lydia inspirerad av Maria von Platen, en kvinna som Hjalmar Söderberg hade ett förhållande med under en tid i början av 1900-talet. Han hade tidigare behandlat ämnet i pjäsen Gertrud som han skrev 1906. 1908 gjorde han ett första försök att gestalta stoffet i en roman, som han kallade Lydias felsteg. I en kommentar till romanens andra upplaga (Skrifter, åttonde delen, 1920) lämnade Hjalmar Söderberg en redogörelse för romanens tillkomsthistoria: "Den allvarsamma leken påbörjades 1908 under en sommarvistelse på Skodsborg i Danmark. Jag kom dock inte längre då än till det första inledande avsnittet (sommarkvällen i skärgården). Ett par år senare hade jag så gott som uppgivit boken, betraktade det skrivna som en vrakspillra och publicerade det i Idun som "Romanfragment". Först 1912 fick ämnet tag i mig på nytt. Jag skrev boken under sommaren och hösten, och i november kom den ut."
Söderberg inspirerades också av Horatius poesi, vilket latinisten Martina Björk visade i en artikel i Axess magasin 2016.

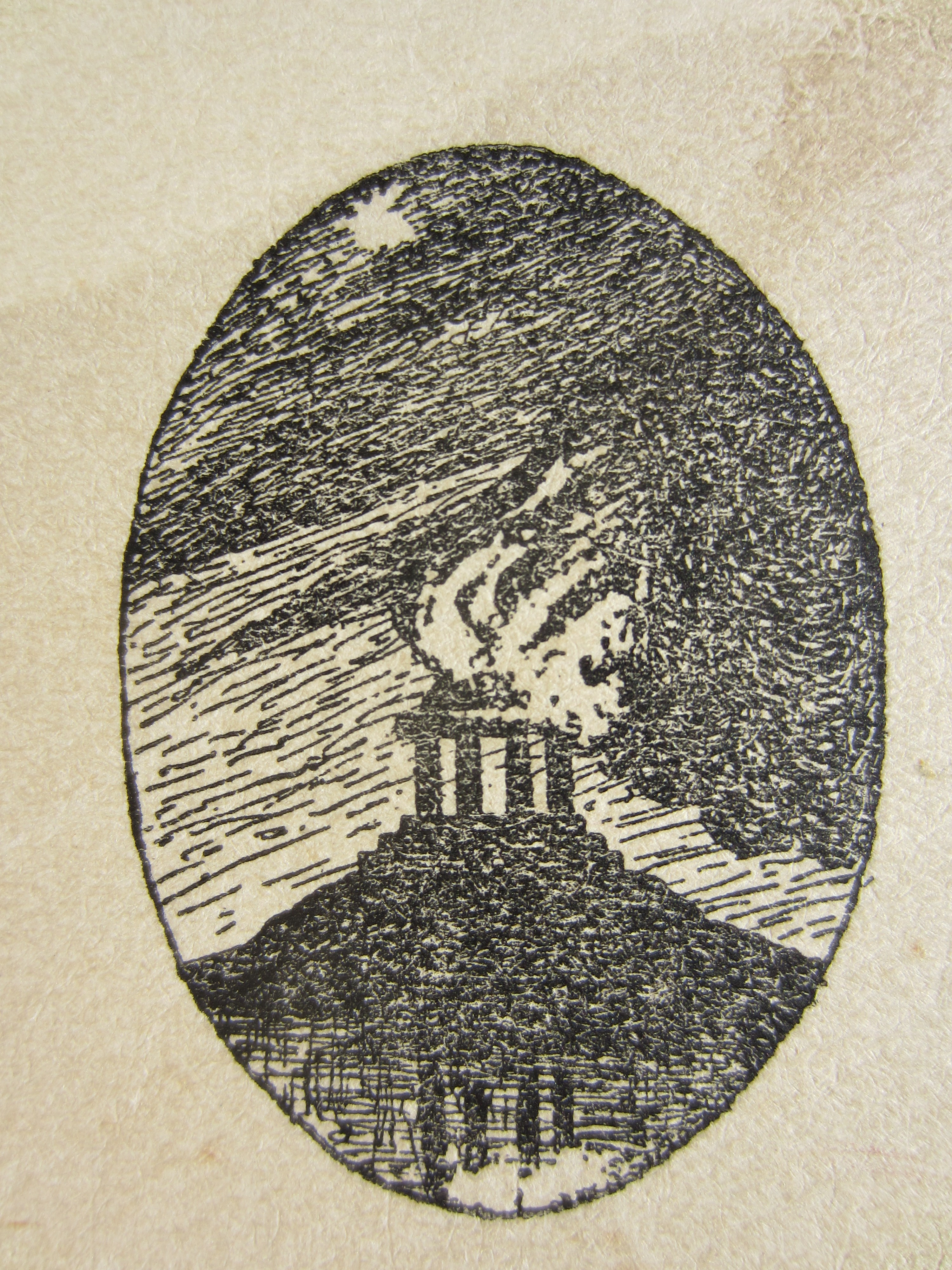
Vinjetten, som är tecknad av Hjalmar Söderberg, med ett brinnande tempel pryder framsidan av Den allvarsamma leken.

## Mottagande
Den allvarsamma leken väckte blandade reaktioner hos samtidskritiken. I Dagens Nyheter skrev Bo Bergman under rubriken "En stor kärleksroman": "Det är ett utsökt nöje att läsa denna rena och osmyckade prosa, elegant utan pose numera, lätt och smidig som en florett — den bästa som öfver hufvud skrifs i Sverge för närvarande.", medan Fredrik Böök i Svenska Dagbladet avfärdade den som ett misslyckande: "Man har intrycket att bevista ett slags litterär bouppteckning: här har rubb och stubb tagits med, utan urval eller hänsyn, gamla anekdoter och gamla romanfigurer, själfbiografiska bagateller och hela osmälta verklighetskomplex där författaren nätt och jämnt gittat att byta om ett par bokstäfver i de verkliga namnen. Alltsammans har tömts ut huller om buller på de fyrahundra glesa sidorna och nödtorftigt tråcklats samman genom en liten blek tragisk kärlekshistoria." Senare har romanen överlag fått stor uppskattning bland både läsare och kritiker och kallats för "vår litteraturs enda betydande kärleksroman".

## Utgåvor och översättningar
Den allvarsamma leken har utkommit i mer än trettio upplagor i Sverige. Översättningar har gjorts till danska, engelska, estniska, franska, nederländska, italienska, lettiska, litauiska, norska, polska, rumänska, ryska, tjeckiska och tyska.

## Intertexter
- Gun-Britt Sundström har skrivit För Lydia (1973), som kan tolkas som en parafras eller ett svar på Den allvarsamma leken. Här utspelas handlingen i modern tid och allt ses ur kvinnans perspektiv.[14]
- Den allvarsamma leken förekommer i avsnitt 10 i sjätte säsongen av TV-serien True Blood då karaktären Eric Northman läser boken.[15]

## Filmatiseringar och dramatiseringar
Den allvarsamma leken har filmatiserats tre gånger:
- Den allvarsamma leken (film, 1945)
- Den allvarsamma leken (film, 1977)
- Den allvarsamma leken (film, 2016)

Dessutom har romanen bearbetats till en musikal:
- Den allvarsamma leken (musikal, 2014)